# العلاقات الشمال مقدونية النيبالية
العلاقات الشمال مقدونية النيبالية هي العلاقات الثنائية التي تجمع بين شمال مقدونيا ونيبال.

## مقارنة بين البلدين
هذه مقارنة عامة ومرجعية للدولتين:
| وجه المقارنة                                              | شمال مقدونيا                                               | نيبال                             |
| --------------------------------------------------------- | ---------------------------------------------------------- | --------------------------------- |
| المساحة (كم2)                                             | 25.71 ألف                                                  | 147.18 ألف                        |
| عدد السكان (نسمة)                                         | 2.08 مليون                                                 | 29.40 مليون                       |
| الكثافة السكانية (ن./كم²)                                 | 80.9                                                       | 199.76                            |
| العاصمة                                                   | إسكوبية                                                    | كاتماندو                          |
| اللغة الرسمية                                             | اللغة المقدونية، اللغة الألبانية                           | اللغة النيبالية                   |
| العملة                                                    | دينار مقدوني                                               | روبية نيبالية                     |
| الناتج المحلي الإجمالي (بليون دولار)                      | 11.34 مليار                                                | 24.47 مليار                       |
| الناتج المحلي الإجمالي (تعادل القوة الشرائية) بليون دولار | 29.26 مليار                                                | 70.20 مليار                       |
| الناتج المحلي الإجمالي الاسمي للفرد دولار أمريكي          | 4.85 ألف                                                   | 743                               |
| الناتج المحلي الإجمالي للفرد دولار أمريكي                 | 16.25 ألف                                                  | 2.37 ألف                          |
| مؤشر التنمية البشرية                                      | 0.747                                                      | 0.548                             |
| رمز المكالمات الدولي                                      | +389                                                       | +977                              |
| رمز الإنترنت                                              | .mk                                                        | .np                               |
| المنطقة الزمنية                                           | توقيت وسط أوروبا، ت ع م+01:00، ت ع م+02:00، أوروبا/سكوبيه ‏ | UTC+05:45، التوقيت الموحد لنيبال ‏ |

## منظمات دولية مشتركة
يشترك البلدان في عضوية مجموعة من المنظمات الدولية، منها:
| علم المنظمة | اسم المنظمة                               | تاريخ انضمام شمال مقدونيا | تاريخ انضمام نيبال |
| ----------- | ----------------------------------------- | ------------------------- | ------------------ |
|             | مؤسسة التنمية الدولية                     | 25 فبراير 1993            | 6 مارس 1963        |
|             | منظمة التجارة العالمية                    | ?                         | ?                  |
|             | مؤسسة التمويل الدولية                     | 25 فبراير 1993            | 7 يناير 1966       |
|             | منظمة حظر الأسلحة الكيميائية              | ?                         | ?                  |
|             | الأمم المتحدة                             | 8 أبريل 1993              | 14 ديسمبر 1955     |
|             | منظمة الشرطة الجنائية الدولية             | ?                         | ?                  |
|             | البنك الدولي للإنشاء والتعمير             | 25 فبراير 1993            | 6 سبتمبر 1961      |
|             | الاتحاد البريدي العالمي                   | ?                         | ?                  |
|             | المركز الدولي لتسوية المنازعات الاستشارية | 26 نوفمبر 1998            | 6 فبراير 1969      |
|             | وكالة ضمان الاستثمار متعدد الأطراف        | 19 مارس 1993              | 9 فبراير 1994      |
|             | يونسكو                                    | 28 يونيو 1993             | 1 مايو 1953        |

## وصلات خارجية
- موقع وزارة الخارجية النيبالية